# Burkes Pass
Burkes Pass ist eine kleine Siedlung im Mackenzie District der Region Canterbury auf der Südinsel von Neuseeland.

## Geographie
Die Siedlung befindet sich am New Zealand State Highway 8 liegend, 14 km westlich von Fairlie und rund 16 km südöstlich des Lake Tekapo. Eingebettet von der Two Thumb Range im Norden, der Rollesby Range im Südwesten und der Albury Range im Osten, liegt die Siedlung auf einer Höhe von 520 m. Lediglich nach Süden hin eröffnet sich die Weite des Rollesby Valley von dort aus auch der Opihi River nach Norden fließt und die Siedlung an seiner südlichen bis östlichen Seite tangiert.

## Gebirgspass
Der gleichnamige Pass, in der Sprache der Māori Te Kopi Opihi genannt, überwindet eine Höhe von 670 m und liegt ebenfalls am State Highway 8, 4 km westlich der Siedlung. An dem Pass befindet sich auch das Burkes Memorial (Gedenkstein).

## Geschichte
Der Pass und später die Siedlung wurde nach dem Iren Michael John Burke benannt, der im Jahr 1855 den Pass als erster Europäer mit einem Ochsengespann überwand und mit der Passage Wegbereiter für die Besiedlung des Landes ermöglichte, das später Mackenzie Country genannt wurde. Ihm zu Ehren wurde an der Passstraße im Jahr 1917 ein Gedenkstein mit Inschrift errichtet.
Die Siedlung Burkes Pass war in jenen Tagen der Außenposten der Zivilisation. Die frühen Siedler kamen, um ihre Schafe in dieser Gegend weisen zu lassen. Sie errichteten 1872 eine kleine Kirche aus Holz, die als St Patrick’s Church heute als die älteste Unionskirche Neuseelands gilt. Die meisten der damals errichteten Gebäude sind heute noch in der Siedlung zu finden und stellen für Durchreisende eine Touristenattraktion dar.

## Fotogalerie

Burkes Pass Impressionen
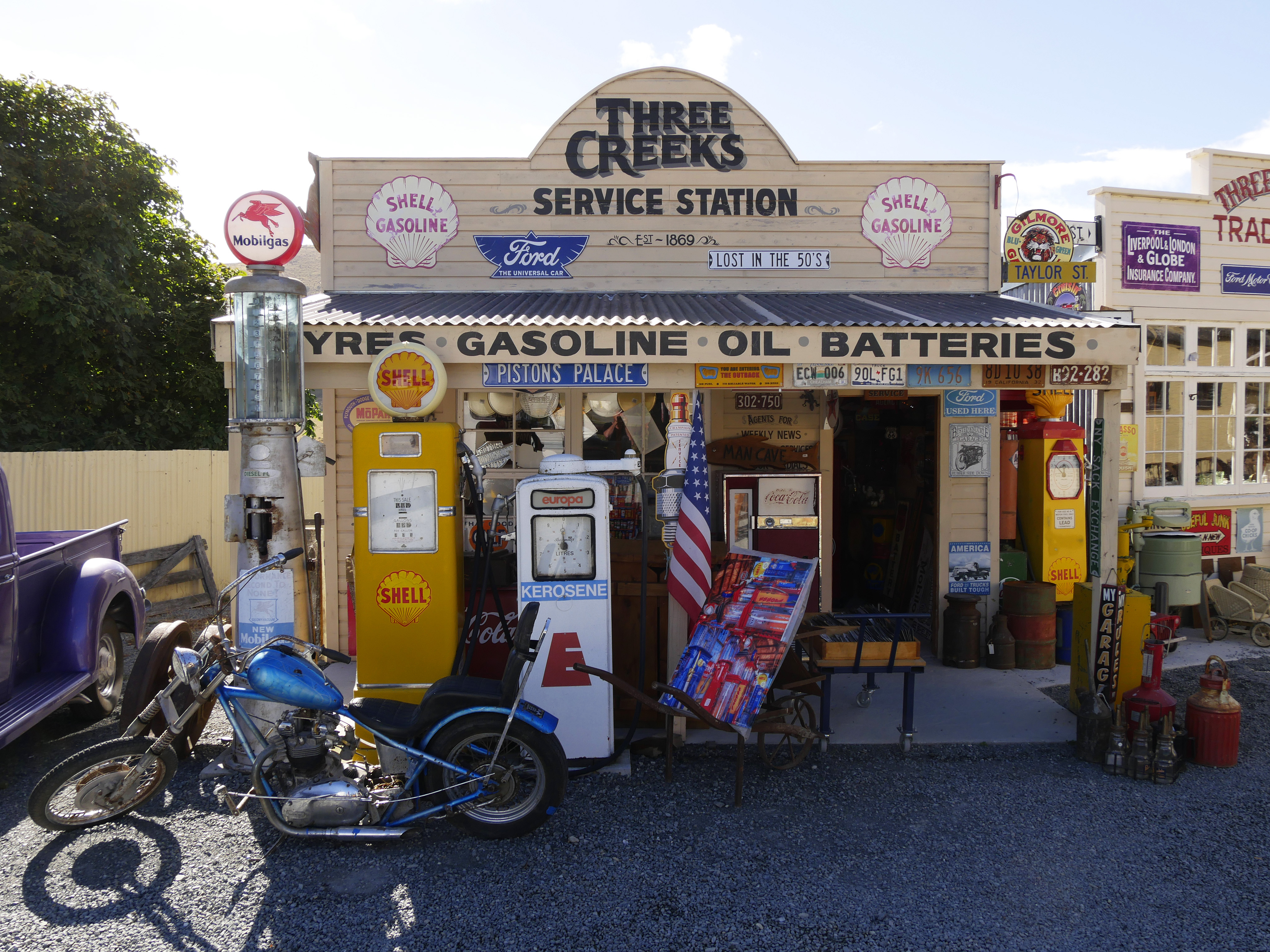
Service Station
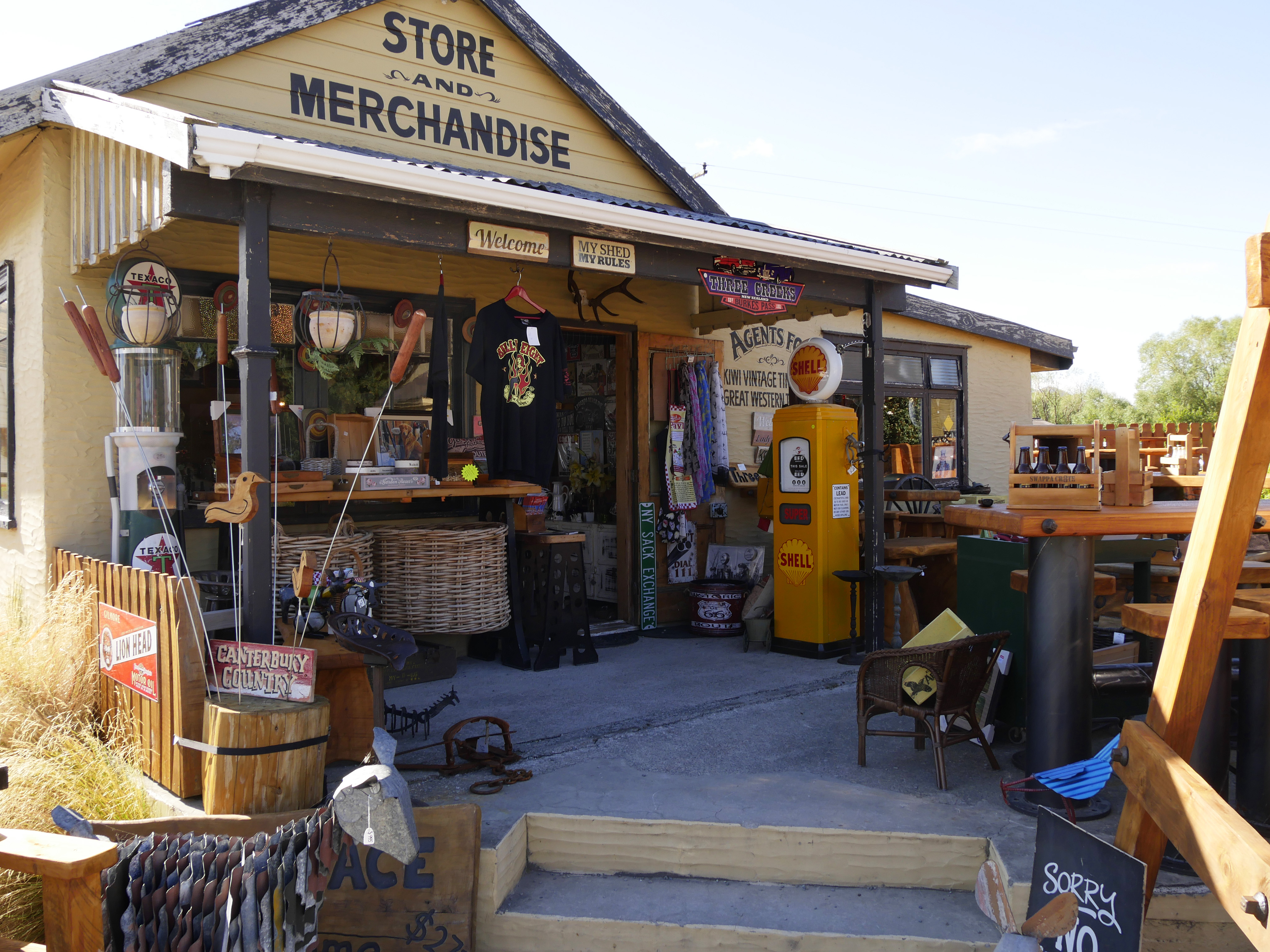
Store and Merchandise
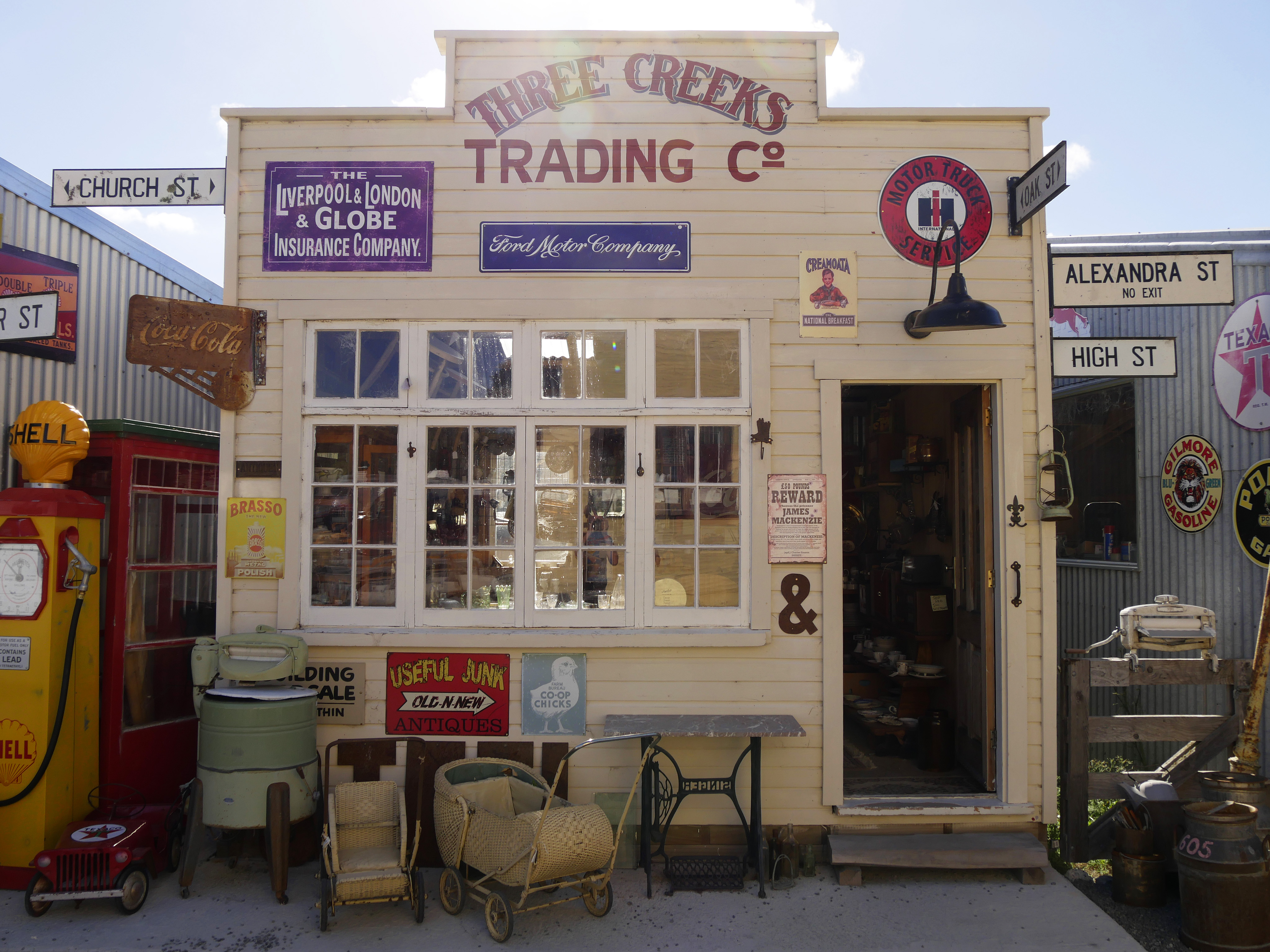
Three Creeks Trading Co
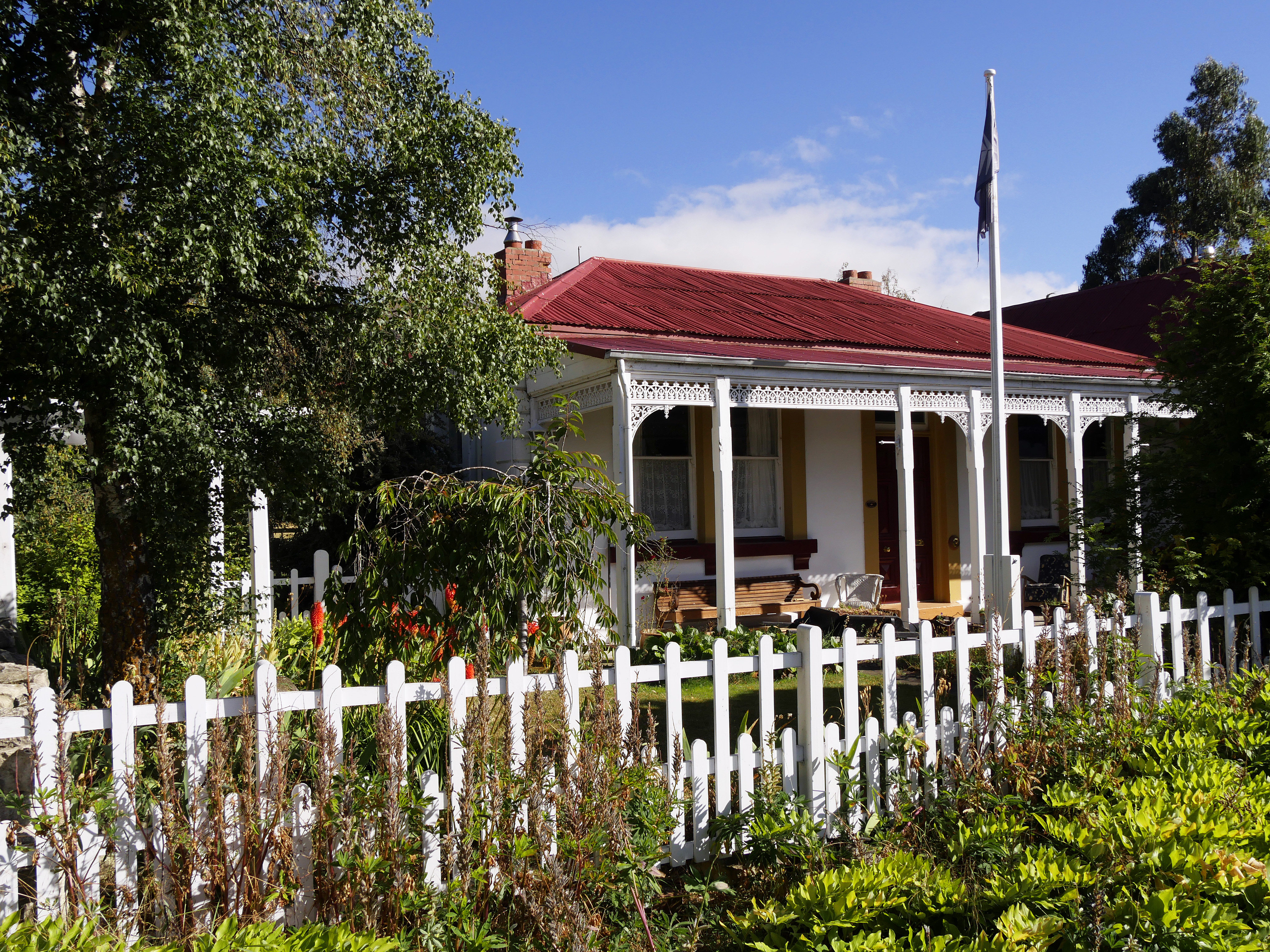
Mount Cook Road Board Office
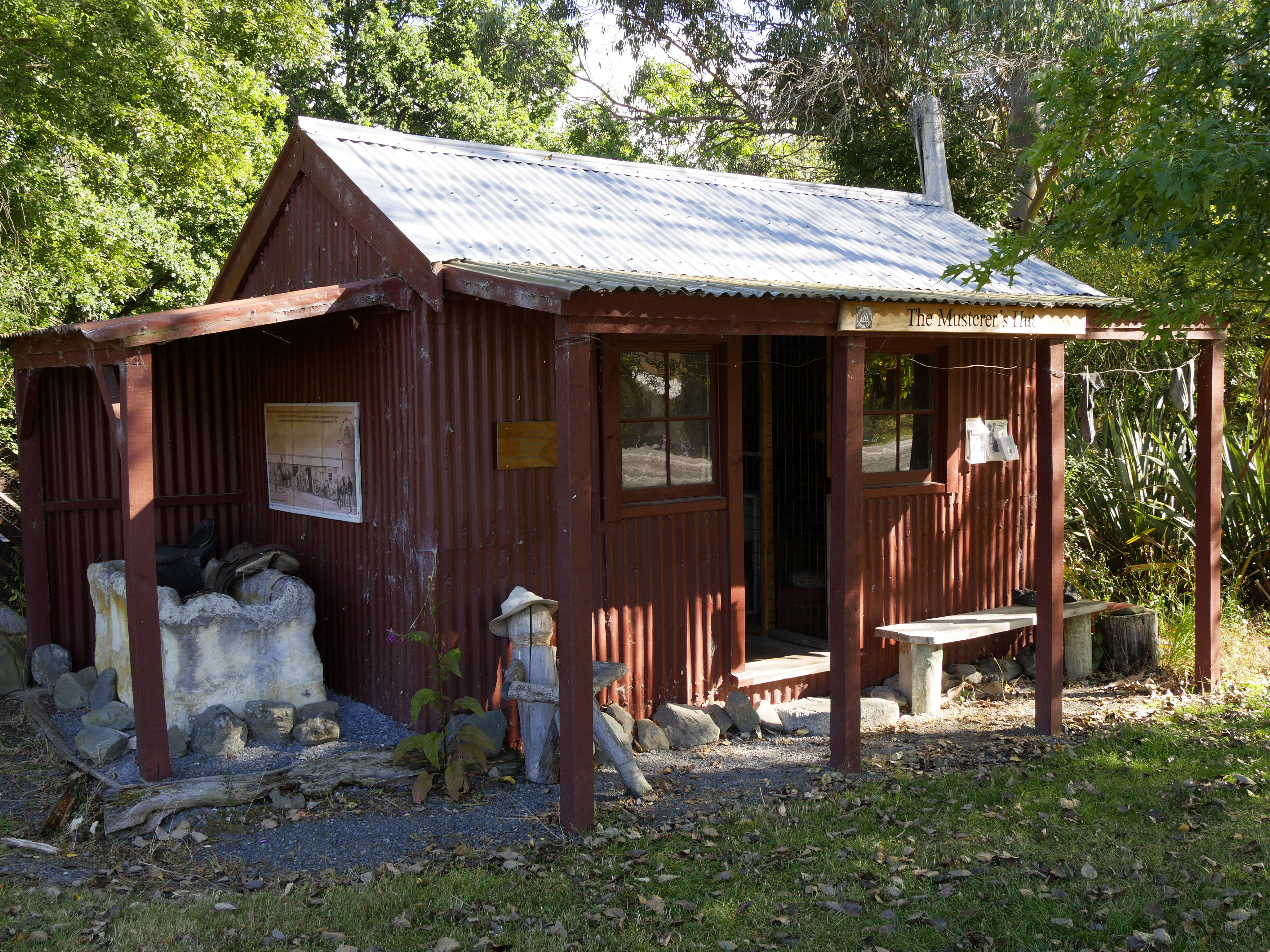
The Musterer's Hut
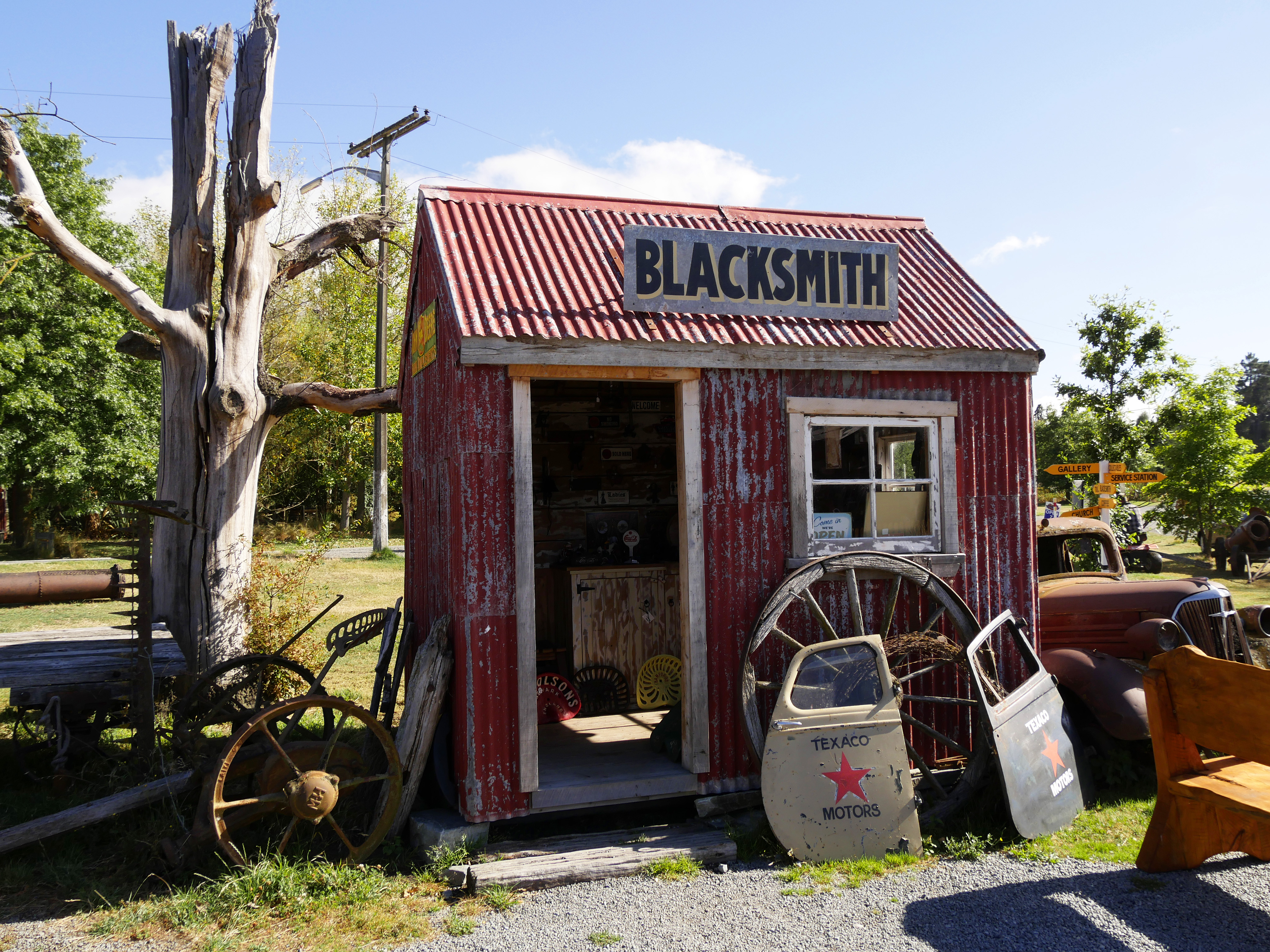
Blacksmith